# Piragüisme als Jocs Olímpics d'estiu de 1976
Als Jocs Olímpics d'Estiu de 1976 celebrats a la ciutat de Mont-real (Canadà) es disputaren 11 proves de piragüisme, totes elles en aigües tranquil·les. La competició tingué lloc a l'illa de Notre-Dame entre els dies 29 de juliol i l'1 d'agost de 1976, i en aquesta edició no s'incorporà al programa olímpic la competició d'eslàlom en aigües braves que va estrenar-se en l'edició anterior.
Hi participaren un total de 245 piragüistes, entre ells 206 homes i 39 dones, de 28 comitès nacionals diferents.

## Resum de medalles

### Categoria masculina
| Prova              | Or                                                                                      | Argent                                                                                 | Bronze                                                                   |
| C-1 500 m Detalls  | Aleksandr Rógov                                                                         | John Wood                                                                              | Matija Ljubek                                                            |
| C-1 1000 m Detalls | Matija Ljubek                                                                           | Vassil Iúrtxenko                                                                       | Tamás Wichmann                                                           |
| C-2 500 m Detalls  | Unió SovièticaSerhí Petrenko · Aleksandr Vinogràdov                                     | PolòniaAndrzej Gronowicz · Jerzy Opara                                                 | HongriaTamás Buday · Oszkár Frey                                         |
| C-2 1000 m Detalls | Unió SovièticaSerhí Petrenko · Aleksandr Vinogràdov                                     | RomaniaGheorghe Danielov · Gheorghe Simionov                                           | HongriaTamás Buday · Oszkár Frey                                         |
| K-1 500 m Detalls  | Vasile Dîba                                                                             | Zoltán Sztanity                                                                        | Rüdiger Helm                                                             |
| K-1 1000 m Detalls | Rüdiger Helm                                                                            | Géza Csapó                                                                             | Vasile Dîba                                                              |
| K-2 500 m Detalls  | RDAJoachim Mattern · Bernd Olbricht                                                     | Unió SovièticaSerhí Nahorni · Uladzímir Romanovski                                     | RomaniaLarion Serghei · Policarp Malihin                                 |
| K-2 1000 m Detalls | Unió SovièticaSerhí Nahorni · Uladzímir Romanovski                                      | RDAJoachim Mattern · Bernd Olbricht                                                    | HongriaZoltán Bakó · István Szabó                                        |
| K-4 1000 m Detalls | Unió SovièticaSerguei Txukhrai · Aleksandr Degtiariov · Iuri Filàtov · Vladímir Morózov | EspanyaJosé María Esteban · José Ramón López · Herminio Menéndez · Luis Gregorio Ramos | RDAFrank-Peter Bischof · Bernd Duvigneau · Rüdiger Helm · Jürgen Lehnert |

### Categoria femenina
| Prova             | Or                                       | Argent                             | Bronze                           |
| K-1 500 m Detalls | Carola Zirzow                            | Tatiana Kórshunova                 | Klára Rajnai                     |
| K-2 500 m Detalls | Unió SovièticaNina Gopova · Galina Kreft | HongriaAnna Pfeffer · Klára Rajnai | RDABärbel Köster · Carola Zirzow |

## Medaller
| Posició | País           | Or | Argent | Bronze | Total |
| 1       | Unió Soviètica | 6  | 3      | 0      | 9     |
| 2       | RDA            | 3  | 1      | 3      | 7     |
| 3       | Romania        | 1  | 1      | 2      | 4     |
| 4       | Iugoslàvia     | 1  | 0      | 1      | 2     |
| 5       | Hongria        | 0  | 3      | 5      | 8     |
| 6       | Canadà         | 0  | 1      | 0      | 1     |
| 6       | Espanya        | 0  | 1      | 0      | 1     |
| 6       | Polònia        | 0  | 1      | 0      | 1     |